# Mohammad Daoud Anwary
Mohammad Daoud Anwary (ur. 8 marca 1942) – afgański zapaśnik walczący w stylu wolnym. Olimpijczyk z Tokio 1964, gdzie zajął czternaste w kategorii do 57 kg.

## Letnie Igrzyska Olimpijskie 1964
| Konkurencja       | Rundy eliminacyjne    | Rundy eliminacyjne          | Klas. końcowa |
| Konkurencja       | Przeciwnik I          | Przeciwnik II               | Miejsce       |
| ----------------- | --------------------- | --------------------------- | ------------- |
| 57 kg styl wolnym | Hüseyin Akbaş (TUR) P | Abdollah Chodabande (IRI) P | 14.           |